# Zona vulnerable per nitrats

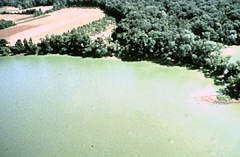
Eutrofització al riu Potomac (EUA)

Una zona vulnerable amb relació a la contaminació de l'aigua per nitrats és una àrea d'un territori identificada com a potencial contaminant de masses d'aigua ja contaminades per nitrats, o que ho estaran si no s'apliquen mesures preventives. La determinació de quines àrees d'un territori es consideren oficialment com a zones vulnerables correspon a l'Administració pública competent, en el cas de Catalunya el govern de la Generalitat de Catalunya, sobre la base dels criteris fixats a nivell d'Unió Europea (Directiva 91/676/CEE relativa a la protecció de les aigües contra la contaminació produïda per nitrats utilitzats en l'agricultura).

## Delimitació de les zones vulnerables
El procés per a determinar quines les zones vulnerables té dues fases:
1. Identificar les aigües contaminades per nitrats, o potencialment contaminables per nitrats si no es prenen mesures preventives. Aquestes aigües poden ser: 
  - aigües dolces superficials, en particular les que s'utilitzin per a l'extracció d'aigua potable que presentin, o puguin arribar a presentar si no s'actua, una concentració de nitrats superior a la fixada per la normativa de qualitat d'aigües (50 mg/l).
  - aigües subterrànies que tinguin més de 50 mg/l de nitrats.
  - els llacs naturals i altres masses d'aigua dolça naturals, els estuaris, les aigües costaneres i marines que són eutròfiques o poden eutrofitzar-se en un futur pròxim si no s'actua.
2. Identificar la superfícies del territori l'escorrentia de les quals flueixi cap a les aigües identificades en l'apartat anterior i que contribueixin a la contaminació.

Un cop identificades les zones vulnerables, l'Administració les ha de fer públiques, particularment a les àrees afectades, i ha de vetllar perquè es compleixin una sèrie de mesures preventives destinades a reduir la contaminació existent o potencial.

## Actuacions en zones vulnerables per a la prevenció i correcció de la contaminació per nitrats
Segons la regulació legal existent, aquestes mesures abasten diferents àmbits:
- Mesures que ha de prendre l'Administració competent (en el cas de Catalunya, l'Agència Catalana de l'Aigua) quant a gestió dels recursos hídrics:[2]
  - Delimitació de perímetres de protecció de les captacions d'aigua subterrània.
  - Disposar d'una cartografia hidrogeològica per a donar suport a les decisions sobre la gestió de l'aigua en zones vulnerables.
  - Anàlisi de possibles alternatives de les fonts de proveïment d'aigua.
  - Foment de la connexió de les xarxes de proveïment afectades per contaminació per nitrats a sistemes de proveïment en alta i potenciació al mateix temps, sempre que sigui possible, de l'ús conjunt d'aigües subterrànies i superficials.
  - Realització d'assaigs de tractament específic de descontaminació a fi de reduir el contingut de nitrats de les aigües de proveïment.
  - Mostreig exhaustiu dels diferents aqüífers per tal d'acotar territorialment el seu contingut de nitrats i la seva distribució, incloent les captacions d'aigua subterrània per al proveïment públic. El Departament de Medi Ambient determinarà, dins les zones vulnerables, una sèrie d'àrees pilot representatives, a nivell hidrogeològic i agropecuari, en les quals es desenvoluparà un programa de seguiment intensiu i d'avaluació de la resposta del medi davant les actuacions adoptades.
- Implicacions per als ramaders i pagesos presents en zones vulnerables:[3][4]
  - limitació de la quantitat de fertilitzants que es poden aplicar a les terres: la quantitat anual màxima per hectàrea serà la quantitat de fems o purins que contingui com a màxim 170 kg de nitrogen.
  - delimitació d'uns períodes al llarg de l'any en els quals està prohibida l'aplicació a les terres de determinats tipus de fertilitzants.
  - garantir que la capacitat dels dipòsits d'emmagatzematge de fems tingui prou autonomia per a donar cabuda als fems generats al llarg del període més llarg durant el qual estigui prohibida l'aplicació de fems a la terra en la zona vulnerable.
  - prohibició d'aplicació agrícola de fangs tractats de depuradores d'aigües residuals urbanes, tret dels que provinguin siguin de la mateixa zona vulnerable.
  - obligació per part dels agricultors de portar un registre de la fertilització efectuada a les seves terres (en l'anomenat Llibre de gestió de fertilitzants nitrogenats), i així acreditar la correcta gestió de la fertilització nitrogenada i que no se superen els límits aplicables per superfície. Aquesta obligació s'aplica només a aquelles explotacions a partir d'una determinada superfície en funció del tipus de cultiu i si és regadiu o secà. Es consideren fertilitzants nitrogenats les dejeccions ramaderes, el compost, els adobs inorgànics amb nitrogen, i en general, qualsevol producte fertilitzant que contingui nitrogen.
  - el compliment d'aquestes obligacions és un requisit per a poder percebre determinats ajuts a l'agricultura.[5]
  - limitació en l'establiment de noves explotacions ramaderes o ampliació de les existents en zones vulnerables.[4]

## Llista de les comarques i municipis en zones vulnerables a Catalunya
Les zones vulnerables han estat designades pels Decrets 283/1998, 476/2004 i el Acords de Govern 128/2009 i 13/2015.

ALT EMPORDÀ: Armentera, Avinyonet de Puigventós, Bàscara, Borrassà, Cabanelles, Cabanes, Cistella, Far d'Empordà, Figueres, Fortià, Garrigàs, Lladó, Llers, Navata, Ordis, Palau de Santa Eulàlia, Peralada, Pontós, Riumors, Santa Llogaia d'Àlguema, Sant Miquel de Fluvià, Sant Mori, Saus-Camallera, Siurana, Torroella de Fluvià, Ventalló, Vilabertran, Viladamat, Vilafant, Vilamacolum, Vilamalla, Vilanant, Vila-sacra i Vilaür.
BAIX EMPORDÀ: Albons, Bellcaire d'Empordà, la Bisbal d'Empordà, Colomers, Corçà, Cruïlles, Monells i Sant Sadurní de l'Heura, Foixà, Fontanilles, Forallac, Garrigoles, Gualta, Jafre, Palau-sator, Pals, Parlavà, La Pera, Rupià, Serra de Daró, La Tallada d'Empordà, Torroella de Montgrí (excloses les illes Medes), Ultramort, Ullà, Ullastret, Verges i Vilopriu.
PLA DE L'ESTANY: Banyoles, Camós, Cornellà del Terri, Crespià, Esponellà, Fontcoberta, Palol de Revardit, Porqueres, Sant Miquel de Campmajor, Serinyà i Vilademuls.
GIRONÈS: Bordils, Celrà, Cervià de Ter, Flaçà, Juià, Sant Joan de Mollet, Sant Jordi Desvalls, Sant Julià de Ramis, Sant Martí Vell i Viladasens. 
MARESME: Alella, Arenys de Mar, Arenys de Munt, Argentona, Cabrera de Mar, Cabrils, Calella, Caldes d'Estrac, Canet de Mar, Dosrius, Malgrat de Mar, Masnou, Mataró, Montgat, Palafolls, Pineda de Mar, Premià de Dalt, Premià de Mar, Sant Andreu de Llavaneres, Sant Cebrià de Vallalta, Sant Iscle de Vallalta, Sant Pol de Mar, Sant Vicenç de Montalt, Santa Susanna, Teià, Tiana, Vilassar de Dalt i Vilassar de Mar.
SELVA: Blanes (exclosos els illots). 
OSONA: Calldetenes, Collsuspina, Folgueroles, Gurb, Hostalets de Balenyà, Malla, Manlleu, les Masies de Roda, les Masies de Voltregà, Lluçà, Muntanyola (amb exclusió dels enclavaments situats fora del perímetre de l'àrea), Olost, Orís, Oristà, Perafita, Prats de Lluçanès, Roda de Ter, Sant Agustí de Lluçanès, Sant Bartomeu del Grau, Sant Boi de Lluçanès, Sant Hipòlit de Voltregà, Sant Julià de Vilatorta, Sant Martí d'Albars, Sant Pere de Torelló, Sant Vicenç de Torelló, Santa Cecília de Voltregà, Santa Eugènia de Berga, Santa Eulàlia de Riuprimer, l'Esquirol, Seva, Sobremunt, Sora, Taradell, Tavèrnoles, Tavertet, Tona, Torelló i Vic.
ALT CAMP: Alcover, Alió, Bràfim, Els Garidells, la Masó, el Milà, Nulles, Puigpelat, el Rourell, Vallmoll, Valls i Vilabella.
BAIX CAMP: les Borges del Camp, Botarell, Cambrils, Montbrió del Camp, Mont-roig del Camp, Reus, Riudoms, la Selva del Camp, Vilanova d'Escornalbou i Vinyols i els Arcs.
TARRAGONÈS: Constantí, el Morell, els Pallaresos, Perafort, la Pobla de Mafumet, Salou, la Secuita, Vilallonga del Camp i Vila-seca. 
BAIX PENEDÈS: Albinyana, Banyeres del Penedès, Bellvei, La Bisbal del Penedès, l'Arboç (amb exclusió dels enclavaments situats fora del perímetre de l'àrea), Llorenç del Penedès, Sant Jaume dels Domenys i Santa Oliva.
ALT PENEDÈS: Castellet i la Gornal, Castellví de la Marca.
ANOIA: Argençola, Calaf, Calonge de Segarra, Castellfollit de Riubregós, Montmaneu, Prats de Rei, Pujalt i Sant Martí de Sesgueioles.
CONCA DE BARBERÀ: Conesa, Forès, Llorac, Passanant, les Piles, Santa Coloma de Queralt, Savallà del Comtat i Vallfogona de Riucorb.
GARRIGUES: Arbeca, Borges Blanques, Castelldans, l'Espluga Calba, La Floresta, Granyena de les Garrigues, Juncosa, Juneda, Puiggròs, Els Omellons, el Soleràs i els Torms.
NOGUERA: Albesa, Algerri, Balaguer, Bellcaire d'Urgell, Bellmunt d'Urgell, Castelló de Farfanya, Cubells, Foradada, Ivars de Noguera, Menàrguens, Montgai, Penelles, Preixens, la Sentiu de Sió, Térmens, Torrelameu, Vallfogona de Balaguer, parcialment el terme municipal d'Os de Balaguer (només l'enclavament de Gerb).
SEGARRA: Cervera, Estaràs, Granyanella, Granyena de Segarra, Guissona, Ivorra, Massoteres, Montoliu de Segarra, Montornès de Segarra, les Oluges, Plans de Sió, Ribera d'Ondara, Sant Guim de Freixenet, Sant Guim de la Plana, Sant Ramon, Talavera, Tarroja de Segarra i Torrefeta i Florejacs (amb exclusió dels enclavaments situats fora del perímetre de l'àrea).
URGELL: Agramunt, Anglesola, Belianes, Bellpuig, Castellserà, Ciutadilla, la Fuliola, Guimerà, Maldà, Nalec, els Omells de na Gaia, Ossó de Sió, Preixana, Puigverd d'Agramunt, Sant Martí de Riucorb, Tàrrega, Tornabous, Vallbona de les Monges, Verdú i Vilagrassa.
PLA D'URGELL: Barbens, Bell-lloc d'Urgell, Bellvís, Castellnou de Seana, Fondarella, Golmés, Ivars d'Urgell, Linyola, Miralcamp, Mollerussa, Palau d'Anglesola, Poal, Sidamon, Torregrossa, Vilanova de Bellpuig i Vila-sana.
SEGRIÀ: els Alamús, Aitona, Albatàrrec, Alcanó, Alcarràs, Alcoletge, Alfarràs, Alfés, Alguaire, Almacelles, Almenar, Alpicat, Artesa de Lleida, Benavent de Segrià, Corbins, Gimenells i el Pla de la Font, la Granja d'Escarp, la Portella, Llardecans, Puigverd de Lleida, Lleida, Massalcoreig, Montoliu de Lleida, Rosselló, Sarroca de Lleida, Seròs, Soses, Sudanell, Sunyer, Torrebesses, Torrefarrera, Torres de Segre, Torre-serona, Vilanova de la Barca i Vilanova de Segrià.
GARROTXA: Olot, les Preses, Sant Joan les Fonts, Santa Pau, Vall d'en Bas i al municipi de la Vall de Bianya només l'enclavament situat a Sant Joan les Fonts. 
GIRONÈS: Aiguaviva, Campllong, Cassà de la Selva, Fornells de la Selva, Llagostera, Llambilles, Sant Andreu Salou i Vilablareix.
SELVA: Caldes de Malavella, Riudellots de la Selva i Vilobí d'Onyar. 
VALLÈS OCCIDENTAL: Palau-solità i Plegamans.
VALLÈS ORIENTAL: l'Ametlla del Vallès, Bigues i Riells, Caldes de Montbui, Canovelles, Cànoves i Samalús, Cardedeu, les Franqueses del Vallès, la Garriga, Granollers, Lliçà d'Amunt, Lliçà de Vall, Llinars del Vallès, Montmeló, Montornès del Vallès, Parets del Vallès, la Roca del Vallès, Santa Eulàlia de Ronçana, Sant Antoni de Vilamajor, Sant Pere de Vilamajor i Vilanova del Vallès. 
BAGES: Artés, Avinyó, Balsareny, Callús, Cardona, Castellnou de Bages, l'Estany, Fonollosa, Gaià, Manresa, Moià, Navàs, Sallent, Sant Feliu Sasserra, Sant Fruitós de Bages, Sant Joan de Vilatorrada, Sant Mateu de Bages, Sant Salvador de Guardiola, Santa Maria d'Oló, Santpedor i Súria
BERGUEDÀ: Avià, Berga, Casserres, l'Espunyola (excloent l'enclavament entre Navès i Montmajor), Gironella, Montclar, Montmajor (excloent els tres enclavaments situats al nord), Olvan, Puig-reig, Sagàs, Santa Maria de Merlès i Viver i Serrateix.
SOLSONÈS: Clariana de Cardener, la Molsosa, Olius, Pinós, Riner i Solsona. 
RIBERA D'EBRE: Benissanet, Ginestar, Miravet, Móra d'Ebre i Móra la Nova. 
BAIX EBRE: Aldover, Roquetes, Tivenys, Xerta i parcialment els municipis de l'Aldea, l'Ampolla, Camarles i Tortosa.
MONTSIÀ: Alcanar, Freginals, la Galera, Godall, Masdenverge, Santa Bàrbara, Ulldecona i parcialment els municipis d'Amposta i Sant Carles.

## Normativa relativa a zones vulnerables
Europea
- Directiva europea 91/676/CEE del Consell de 12 de desembre de 1991 relativa a la protecció de les aigües contra la contaminació produïda per nitrats utilitzats en l'agricultura[1]

Catalana
- ACORD GOV/13/2015, de 3 de febrer, pel qual es revisen i s'amplien les zones vulnerables a la contaminació per nitrats procedents de fonts agràries.[6]
- DECRET 136/2009, d'1 de setembre, d'aprovació del programa d'actuació aplicable a les zones vulnerables en relació amb la contaminació de nitrats que procedeixen de fonts agràries i de gestió de les dejeccions ramaderes.[4]

- ACORD GOV/128/2009, de 28 de juliol, de revisió i designació de noves zones vulnerables en relació amb la contaminació per nitrats procedents de fonts agràries.[7]

- DECRET 476/2004, de 28 de desembre, pel qual es designen noves zones vulnerables en relació amb la contaminació de nitrats procedents de fonts agràries.[8]

- DECRET 119/2001, de 2 de maig, pel qual s'aproven mesures ambientals de prevenció i correcció de la contaminació de les aigües per nitrats.[3]

- ORDRE de 22 d'octubre de 1998, del Codi de bones pràctiques agràries en relació amb el nitrogen.[9]